# Papillaria serrulata
Papillaria serrulata là một loài Rêu trong họ Meteoriaceae. Loài này được (P. Beauv.) A. Jaeger mô tả khoa học đầu tiên năm 1877.